# Villaines-la-Carelle
Villaines-la-Carelle ist eine französische Gemeinde mit 137 Einwohnern (Stand: 1. Januar 2022) im Département Sarthe in der Region Pays de la Loire; sie gehört zum Arrondissement Mamers und zum Kanton Mamers. Die Einwohner werden Villainois genannt.

## Geographie
Villaines-la-Carelle liegt etwa 53 Kilometer nordnordöstlich von Le Mans und etwa 20 Kilometer ostsüdöstlich von Alençon im Tal der Bienne. Umgeben wird Villaines-la-Carelle von den Nachbargemeinden Louzes im Norden, Aillières-Beauvoir im Norden und Osten, Saint-Longis im Südosten, Vezot im Süden, Saint-Rémy-du-Val im Südwesten, Neufchâtel-en-Saosnois im Westen sowie Villeneuve-en-Perseigne im Nordwesten. Die Gemeinde gehört zum Regionalen Naturpark Normandie-Maine.

## Bevölkerungsentwicklung
| 1962                      | 1968 | 1975 | 1982 | 1990 | 1999 | 2006 | 2013 |
| ------------------------- | ---- | ---- | ---- | ---- | ---- | ---- | ---- |
| 322                       | 279  | 266  | 204  | 175  | 167  | 174  | 161  |
| Quelle: Cassini und INSEE |      |      |      |      |      |      |      |

## Sehenswürdigkeiten
- Kirche Saint-Rémy aus dem 16. Jahrhundert

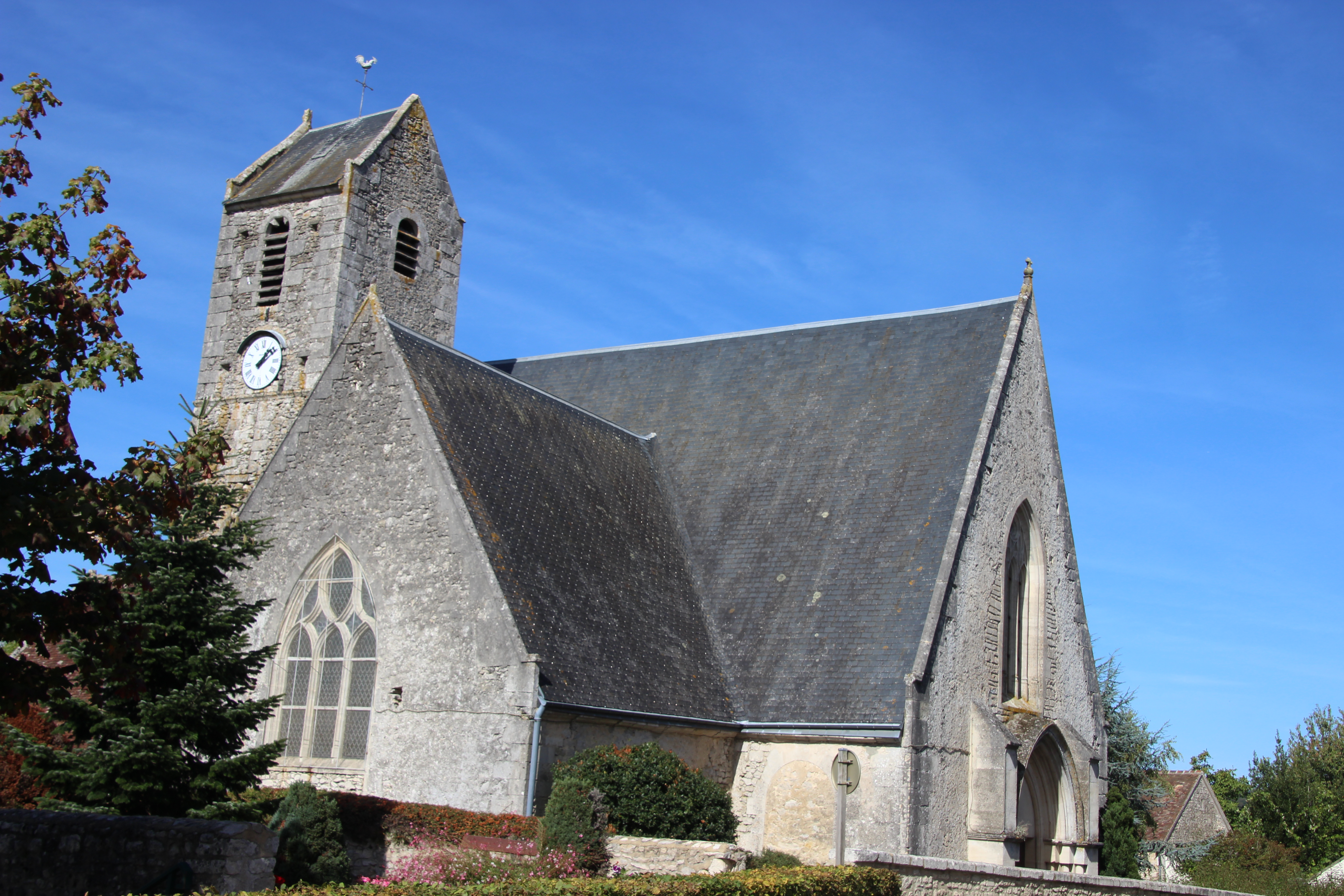
Pfarrhaus aus dem 17. Jahrhundert   - Kirche St. Remigius
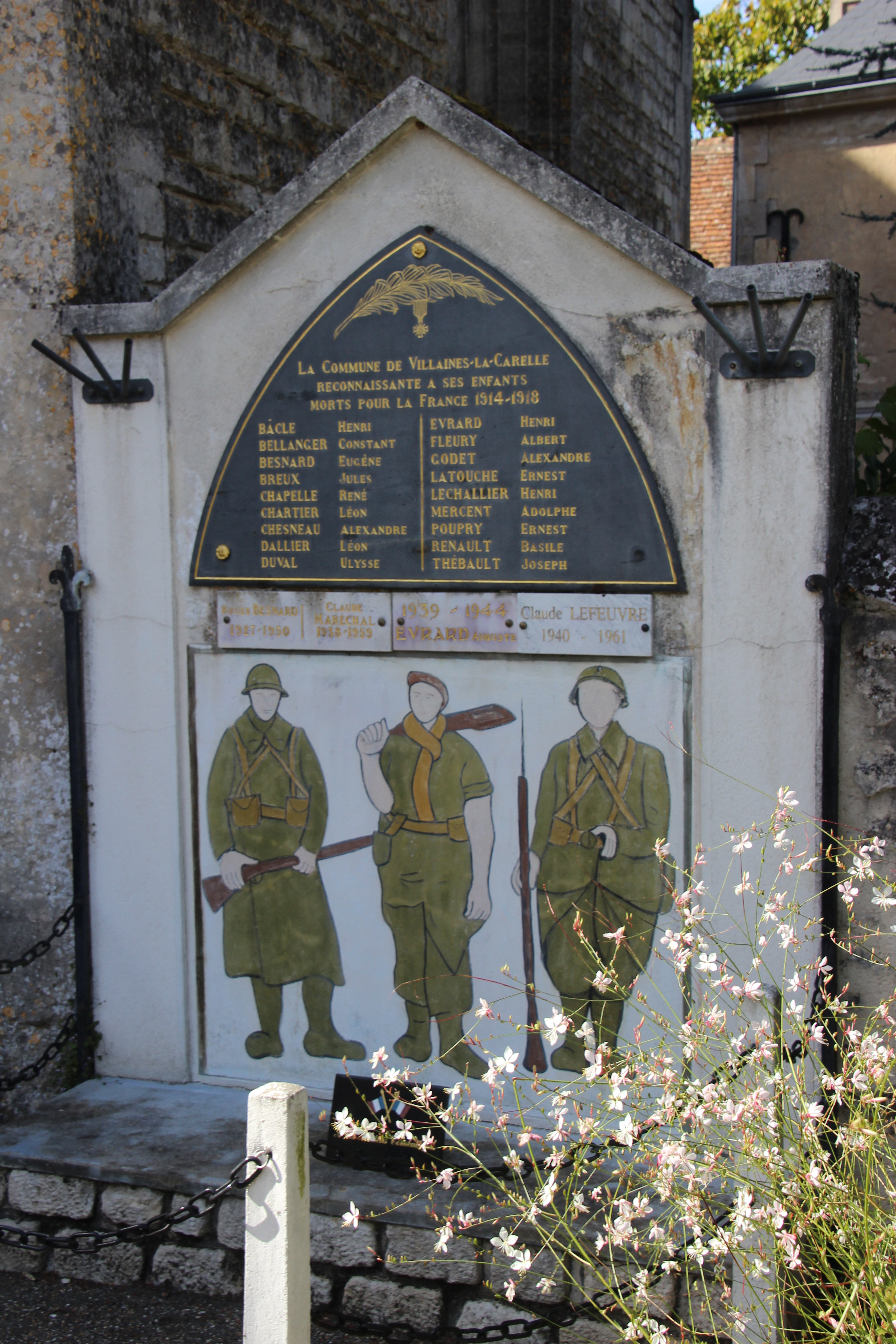
Gefallenendenkmal
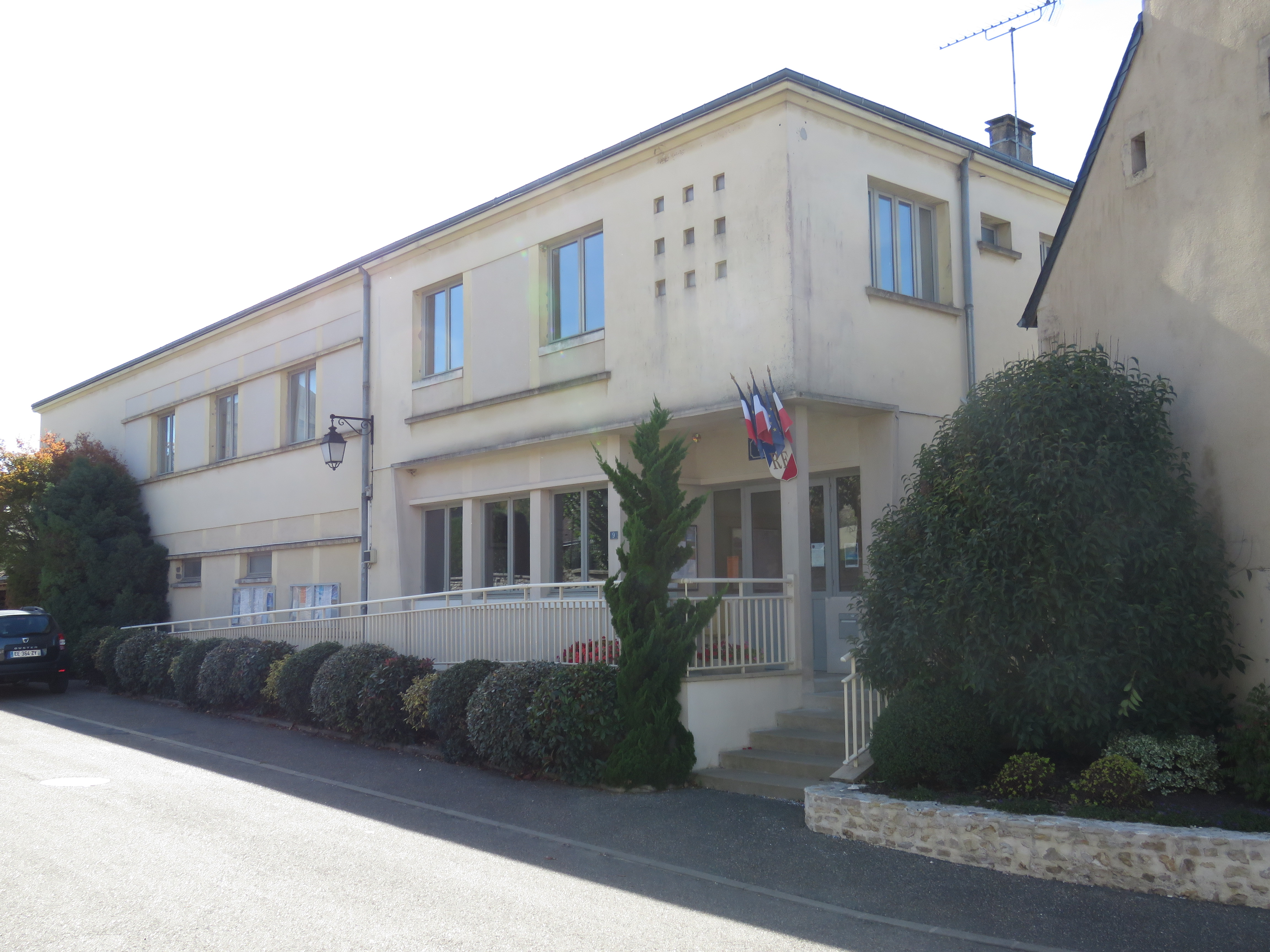
Mairie von Villaines-la-Carelle
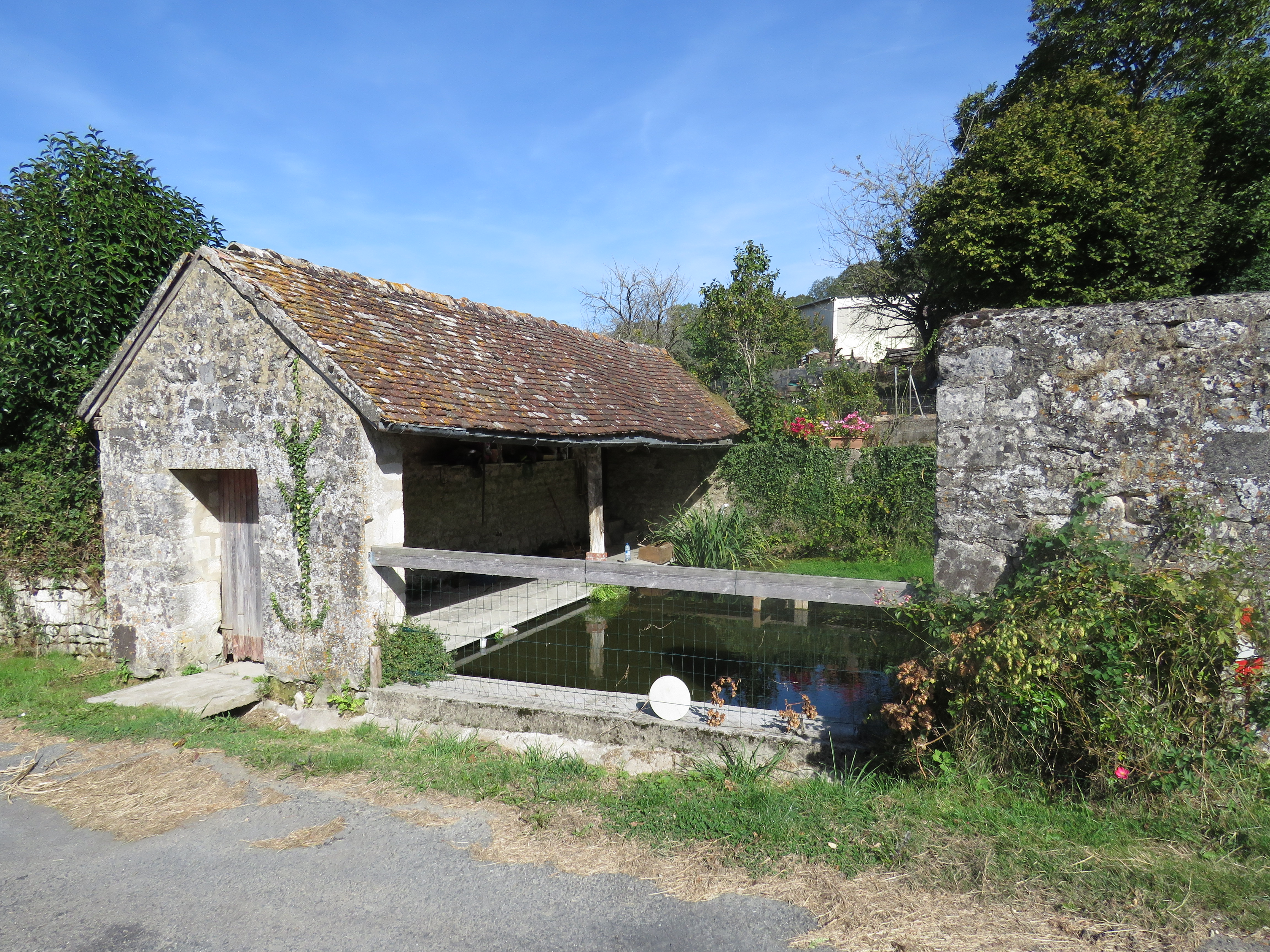
Lavoir
  - Gefallenendenkmal
  - Mairie von Villaines-la-Carelle
  - Lavoir